# بلمیس
بلمیس (به عربی: بلمیس) یک روستا در سوریه است که در ناحیه مرکزی جسر الشغور واقع شده‌است. بلمیس ۱٬۳۴۶ نفر جمعیت دارد.